# Jubilejnyj (Almeťjevsk)
Jubilejnyj (česky Jubilejní, rusky Юбилейный) je palác ledových sportů ve městě Almeťjevsk v Rusku. Nachází se na adrese ulice Běloglazová 60, a je domovskou arénou hokejového klubu VHL Nefťanik Almeťjevsk. Kapacita pro lední hokej stadionu činí 1836 diváků, přičemž maximální kapacita je 2200 diváků. Stadion byl otevřen v roce 1983 a zrekonstruován v roce 2003. 
Na stadionu se nachází trenérská místnost, místnost pro aerobik, bufet a kavárna. Hala se využívá také pro koncerty a výstavy. Velkou popularitou mezi místními má veřejné bruslení.